# Kreuthof (Heidenheim)

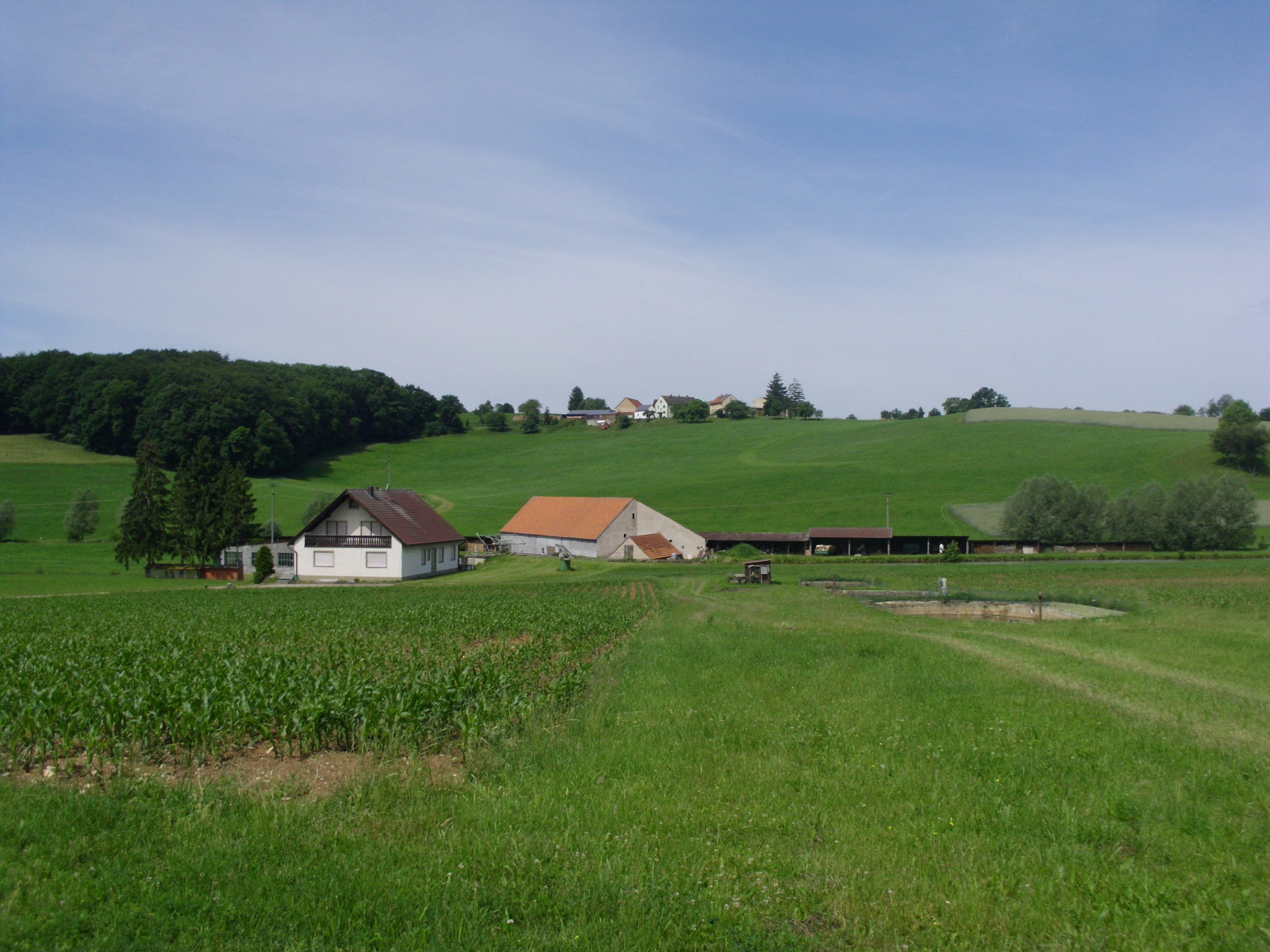
Der Kreuthof mit der Balsenmühle im Vordergrund

Kreuthof ist ein Gemeindeteil des Marktes Heidenheim im Landkreis Weißenburg-Gunzenhausen (Mittelfranken, Bayern). Kreuthof liegt in der Gemarkung Heidenheim.

## Lage
Die Einöde liegt in der Fränkischen Alb südwestlich von Heidenheim und westlich der Staatsstraße 2384 auf einer Höhe westlich der Rohrach.

## Ortsnamensdeutung
„Kreuthof“ soll „Hof zu dem durch Reuten (= roden) urbar gemachten Stück Land“ bedeuten.

## Geschichte
Der Kreuthof wird im Zuge von Rodungsmaßnahmen der Edlen von Truhendingen als Vögte über die eichstättischen Wälder westlich der Rohrach um die Mitte des 12. Jahrhunderts entstanden sein. Für das Jahr 1391 ist überliefert, dass das Kloster Heidenheim „zw dem Gerewt“ Abgaben erhielt. „Grewt“ ist auch im Salbuch des Klosters von 1400 aufgeführt. In einer Urkunde von 1407 ist von „Gerewt gelegen bey Hohentruhendingen“ die Rede. 1437 gab Ulrich von Geilsheim zu Gunzenhausen seinen Hof „genant d. gereutt bey Heydenheim gelegn“ Hans Ottlein zu Heidenheim zu Lehen; der niederadelige Ritter von Geilsheim wird den Hof von einem Vorbesitzer käuflich erworben haben. Utz Ottlein, Sohn des Hans Ottlein, stiftete 1462 zu seinem Seelenheim eine „ewige Kuh“ auf dem Kreuthof zugunsten der Wallfahrt Mariabrunn; Milch und Kälber konnte zwar der Kreutbauer nutzen, hatte aber diese im Falle des Verendens zu ersetzen und jährlich ein Reichnis von einem Pfund Wachs an die Wallfahrt zu leisten. 1469 verkaufte Ulrich von Geilsheim den Hof an Wilhelm Leynleuter, Vogt in der Stadt Gunzenhausen; dieser veräußerte ihn sechs Jahre später an den Kaplan Peter Hagen zu Mariabrunn, den späteren Abt des Klosters Heidenheim. Nach der Säkularisation des Klosters Heidenheim hatte der „Gereuthof“ (so 1535) Reichnisse dem markgräflichen Klosterverwalteramt Heidenheim zu leisten und stand hochgerichtlich unter dem markgräflichen Amt Hohentrüdingen, wohin ebenfalls Abgaben zu leisten waren.
Infolge des Dreißigjährigen Krieges lag der „Kreüthoff“ 1650 öde („alles weggebrantt“). Danach wurde er wieder aufgebaut und war spätestens im Jahre 1682 wieder in Betrieb. Nach einer Beschreibung von 1732 mussten die Reichnisse weiterhin dem markgräflichen Verwalteramt Heidenheim gegeben werden; die Vogtei und hohe Fraisch hatte nach wie vor das markgräfliche Oberamt Hohentrüdingen inne. Dies blieb so bis zum Ende des Heiligen Römischen Reichs. Kirchlich war der Hof in die evangelische Pfarrei Heidenheim gepfarrt.
Die mit dem Markgrafentum Ansbach 1792 königlich-preußisch gewordene Einöde wurde infolge des Reichsdeputationshauptschlusses 1806 königlich-bayerisch. Bei der Bildung der Steuerdistrikte 1808 kam der Hof mit mehreren anderen Einöden und Mühlen, die aus dem Besitz des ehemaligen Klosters Heidenheim dem markgräflichen Kloster-/Verwalteramt Heidenheim zinsbar waren, in den Steuerdistrikt Heidenheim im Landgericht Heidenheim. 1810 wurde der Steuerdistrikt zur Ruralgemeinde Heidenheim umgestaltet; dabei kam der Kreuthof zur Gemeinde Hohentrüdingen. Durch das Gemeindeedikt von 1818 wurde Heidenheim im alten Umfang von 1808, also mit dem Kreuthof, eine Gemeinde im gleichnamigen Landgericht. 1833 gehörten zum Kreuthof 13,5 Hektar Ackerland, 3,8 Hektar Wiese und 7 Hektar Wald.
1938 wurden abgeschlagene Teile der Außenfassade der Synagoge von Heidenheim zum Auffüllen eines Hohlweges beim Kreuthof verwendet.

### Einwohnerzahlen
- 1818: 6 Einwohner[13]
- 1824: 8 Einwohner, 1 Gebäude[13]
- 1861: 13 Einwohner, 2 Gebäude[16]
- 1950: 10 Einwohner, 2 Gebäude[13]
- 1961: 12 Einwohner, 2 Wohngebäude[17]
- 1987: 12 Einwohner[18]
- 30. Juni 2011: 11 Einwohner[19]
- 27. Juni 2016: 9 Einwohner
- 2019: 6 Einwohner[1]